# Getupfte Teppichmuschel

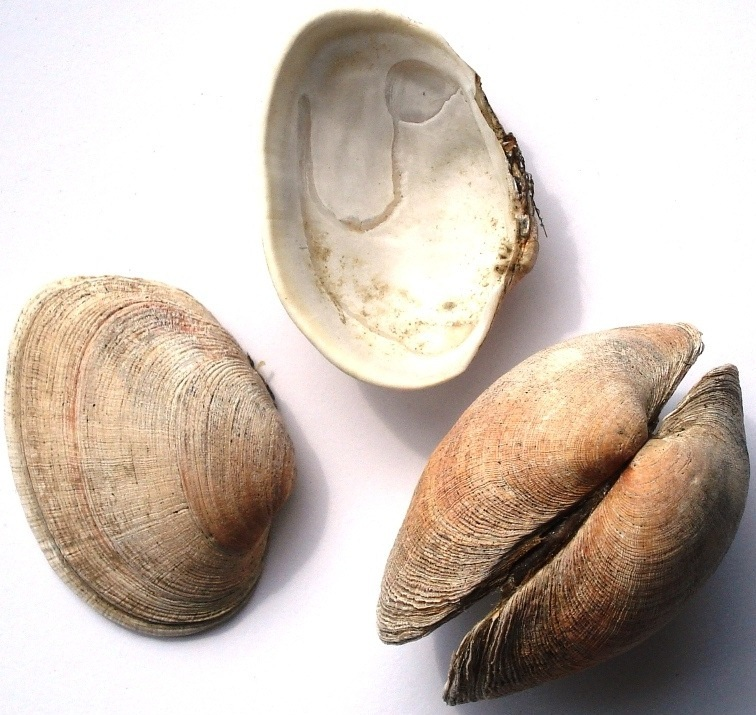
Schalen der Getupfte Teppichmuschel (Venerupis pullastra) aus dem Kleinen Belt (Ostsee) (verschiedenen Ansichten)

Die Getupfte Teppichmuschel (Venerupis corrugata, Syn.: Venerupis pullastra), auch nur Teppichmuschel genannt, ist eine Muschelart aus der Familie der Venusmuscheln (Veneridae) in der Ordnung der Venerida. 

## Merkmale
Das gleichklappige, elliptische, rhomboidal bis eiförmige Gehäuse erreicht eine Länge von 50 mm. Es ist leicht ungleichseitig, die Wirbel liegen deutlich vor der Mittellinie (bezogen auf die Gesamtlänge). Die Klappen sind stark gekrümmt, das Gehäuse ist recht dick. Der Dorsalrand ist lang und gewinkelt. Die Lunula ist nicht deutlich abgegrenzt. Sie ist länglich-herzförmig und auf der rechten Klappe etwas länger als auf der linken. Die Area („Schildchen“) ist ebenfalls nicht deutlich markiert, sie ist eingesenkt und erstreckt sich auf der linken Klappe länger als auf der rechten. Das externe Ligament erstreckt sich vom Wirbel auf etwa drei Viertel der Länge des hinteren Dorsalrandes. In jeder Klappe hat das Schloss drei Kardinalzähne. In der linken Klappe ist der mittlere Zentralzahn gespalten bzw. zweispitzig. In der rechten Klappe sind der mittlere und der hintere Kardinalzahn gespalten bzw. zweispitzig. Es sind keine Lateralzähne vorhanden. Die Schlossplatte ist schmal, die Zähne überragen die Platte. Von den zwei Schließmuskeln ist der hintere geringfügig größer als der vordere. Die Mantellinie ist tief eingebuchtet, die Bucht erstreckt sich über die Hälfte der Gehäuselänge.
Die weißliche Schale ist dickwandig und sehr robust. Die Ornamentierung besteht aus dünnen konzentrischen Wülsten und Gruben, sowie radiale Linien, die am Gehäusehinterende deutlich ausgebildet sind und der Oberfläche ein raues Aussehen verleihen. Der Gehäuseinnenrand ist glatt. Das Periostracum ist dünn, glatt und seidig glänzend. Es ist beige mit braunen Strahlen, Flecken und Zickzack-Mustern.
Rechte und linke Klappe des gleichen Tieres:

Rechte Klappe
Linke Klappe

## Geographische Verbreitung und Lebensraum
Das Verbreitungsgebiet der Getupften Teppichmuschel reicht im östlichen Atlantik von Norwegen bis nach Südafrika. Sie kommt auch in der Nordsee (sowie angrenzend bis in die westliche Ostsee) und im Mittelmeer sowie auf den Kanarischen Inseln vor. Die Tiefenverbreitung erstreckt sich vom Gezeitenbereich bis in etwa 50 Meter Wassertiefe. 
Die Getupfte Teppichmuschel lebt bevorzugt einige Zentimeter tief eingegraben in festen, kiesigen Sandböden oder sandigem Schlick. Dabei verankert sie sich mit Byssusfäden an größeren Gegenständen im Sediment, wie z. B. an einer älteren Muschelklappe oder an einem Stein. 

## Taxonomie
Das Taxon wurde 1791 von Johann Friedrich Gmelin als Venus corrugata begründet. Ein jüngeres Synonym ist Venus pullastra Montagu, 1803. Die Art findet sich in der älteren Literatur deshalb häufig unter dem Namen Venerupis pullastra. Sie wurde aber auch schon zur Gattung Tapes Megerle von Mühlfeld, 1811 gestellt. Von manchen Autoren wird die Gattung Venerupis auch als Untergattung von Tapes aufgefasst. MollscaBase erkennt Venerupis jedoch als eigenständige Gattung an.

## Belege

### Online
- Marine Bivalve Shells of the British Isles: Venerupis corrugata (Gmelin, 1791) (Website des National Museum Wales, Department of Natural Sciences, Cardiff)